# 볼프강 알텐부르크

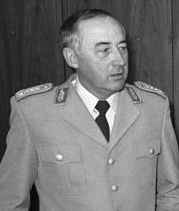
1983년 모습

볼프강 알텐부르크(Wolfgang Altenburg, 1928년 6월 24일 ~ 2023년 1월 25일)는 독일의 장군이다. 1983년부터 1986년까지 독일 연방방위군 장군총감을 역임했고, 1986년부터 1989년까지 NATO 군사위원회 위원장을 역임했다.

## 생애
알텐부르크는 포젠-서프로이센의 슈나이데뮐(현재 폴란드 피와)에서 태어나 1944년 헬골란트섬에서 복무하면서 해군 보좌관(Marinehelfer)으로 징집되었다. 제2차 세계 대전이 끝난 후 그는 호텔 사업에 대한 전문 교육을 이수하고 1956년 포병부대에서 독일연방군에 자원했다.